# 新改站
新改站（日语：／ Shingai eki */?）是位於日本高知縣香美市土佐山田町東川，隸屬於四國旅客鐵道（JR四國）的鐵路車站。車站編號為D36。本站和坪尻站都是設於折返式鐵路裝置上的車站，其所在地的海拔為274米。本站附近多為已荒廢的的民居，雖然偶亦有町內的學生及老年人使用，但使用率仍然相當低。
本站的設立同樣都以列車待避之用為主，加上該路段為急彎，建線之時難以在此設站，因此採用折返式路軌。由繁藤站開出的列車，會先駛入主軌旁的側軌，再倒車進入月台，離開時則直接駛入主軌道；由土佐山田站開出的列車，會直接駛入車站，離站時則先倒車至側軌，再駛回主軌。月台末端設有即時信號燈（日语：中継信号機）用作提示司機進出站台的情況。
現時的站房所採用的都是重用的物料。自1970年起本站已經是無人化，後來由於車站前面有店舖營業，遂改為簡易委託站。直至1987年商店閉店後，委託服務亦隨之停止。但商店外所設置的公眾電話現時則仍存在。

## 車站結構
本站設1面1線月台，有效長度為3輛，而路軌段則可以容納4輛長的列車。上行列車有全日只有4個班次，全部皆以阿波池田為終站(末班車18:43)，當中20:08由土佐山田站開出的班次不駛入車站；下行則只有2班，當中分別為15:33(往高知) 和 19:13(往土佐山田)。

### 月台配置
| 路線    | 方向 | 目的地             |
| ------- | ---- | ------------------ |
| ■土讚線 | 下行 | 土佐山田、高知方向 |
| ■土讚線 | 上行 | 阿波池田方向       |

## 歷史
- 1935年11月28日：設立新改信號場。
- 1944年末：因應戰略需要，被列為四國軍管區列為重要設施，並開發附近用地，有意將此變成高知縣的中心區域。
- 1947年6月1日：昇格為車站，改名為新改站（しんかいえき）[5]。
- 1956年12月15日：車站的假名拼音由「しんかい」變為「しんがい」。
- 1970年10月1日：車站無人化，簡易委託站開始。[6]。
- 1987年4月1日：日本國鐵分割民營化，車站的營運由JR四國繼承。

## 相鄰車站
四國旅客鐵道（JR四國）
■土讚線
繁藤（D35）－新改（D36）－土佐山田（D37）
- 一部分普通列車通過此站。

## 外部連結
- 土讃線・新改駅（2008年１月） （页面存档备份，存于）（日語）
- 土讃線新改駅訪問と香美市営バス（2016/7/5） （页面存档备份，存于）（日語）
- 鐵貓＝鐵道與貓的完美結合: 新改車站（新改駅）：高知縣．無人山區的現役折返式車站（2017年11月23日） （页面存档备份，存于）（繁體中文）